# Istiophorus platypterus
Il pesce vela del Pacifico (Istiophorus platypterus (Shaw, 1792)), conosciuto anche come istioforo, è un pesce di grosse dimensioni d'acqua salata appartenente alla famiglia Istiophoridae. È assai simile all'Istiophorus albicans, diffuso invece nell'Oceano Atlantico.

## Distribuzione e habitat
Questa specie vive negli oceani Indiano e Pacifico, dove è piuttosto frequente trovarla in mare aperto a latitudini tropicali. Nuota fino a 200 m di profondità.

## Descrizione
È un marlin morfologicamente simile al pesce spada, rispetto al quale presenta tuttavia comportamenti meno aggressivi.

Il corpo è allungato, leggermente compresso ai fianchi, e si assottiglia verso la coda, fortemente bilobata e rigida. Dietro la testa, dotata di mascelle allungate e appuntite a mo' di lancia, si erge una lunga pinna dorsale che può misurare fino a 1,5 metri di lunghezza (circa il doppio dell'altezza del corpo) ed alla quale l'animale deve il nome comune: le pinne pettorali sono lunghe e a forma di falce. Nonostante tenda a nuotare a velocità piuttosto basse, raggiunge nello scatto la velocità di 90 km/h, secondo in questo solo alle grandi specie di Marlin. 

La sua livrea presenta un bruno o nero, testa e fianchi grigiastri e ventre chiaro, bianco argenteo. Inoltre ha la facoltà di rendere il colore della pelle più chiaro o più scuro, a volte facendo comparire delle striature verticali sul dorso, a seconda dello stato d'animo.

## Biologia

### Alimentazione
Si nutre principalmente di pesci pelagici soprattutto della famiglia Scombridae, che cattura accerchiando i banchi, compattandoli e spingendoli verso la superficie, per poi mangiare i pesci uno ad uno, spesso stordendoli grazie alla "spada".

### Parassiti
Può presentare diverse specie di copepodi parassiti, come Gloiopotes watsoni, Gloiopotes huttoni e Pennella instructa.

## Pesca

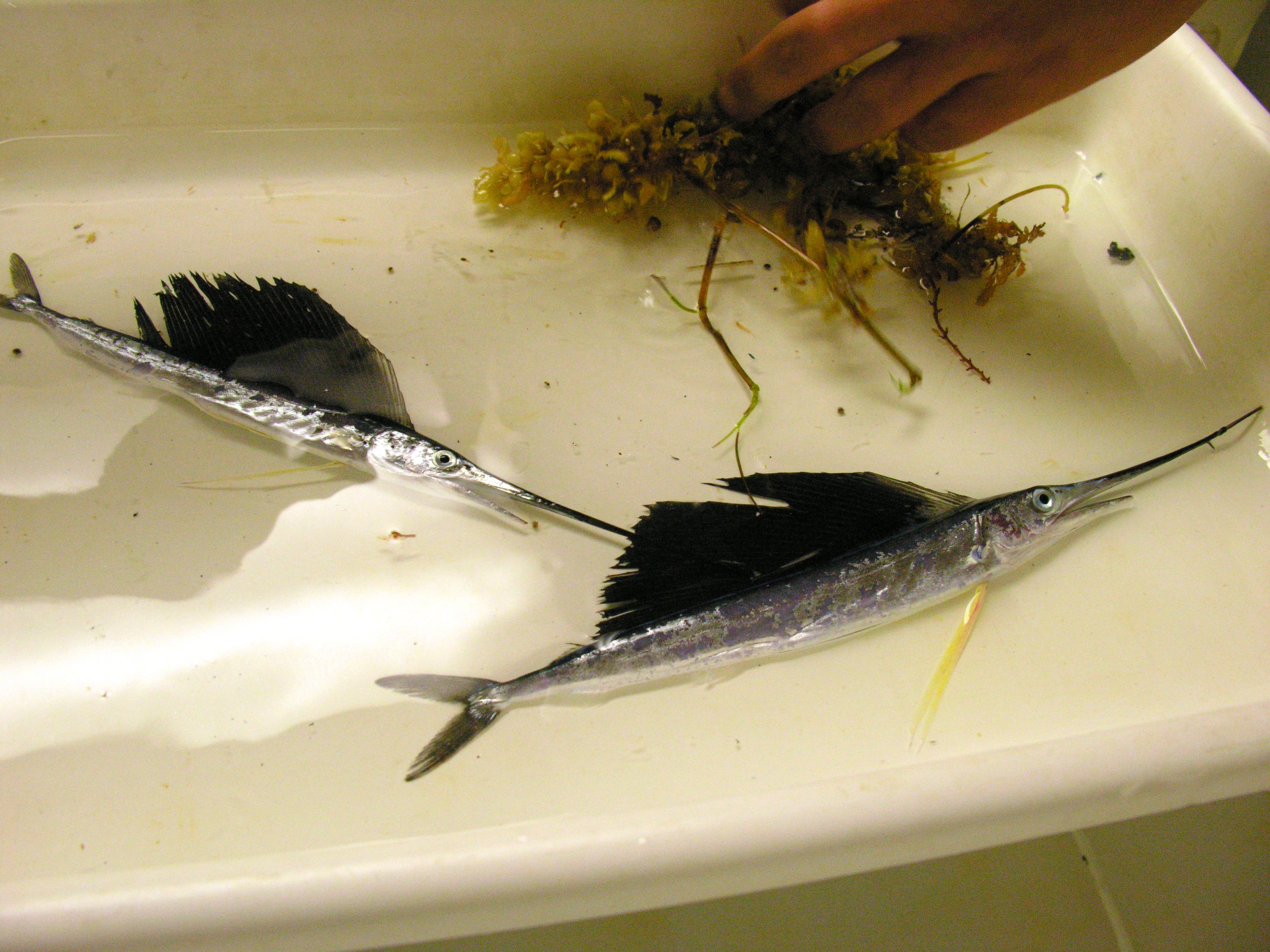
Alcuni individui giovanili di I. platypterus

Il pesce vela è una preda assai ambita dai pescatori d'altura, che lo catturano con l'amo, ma debbono poi combattere con forza e abilità per vincerne la disperata resistenza. La sua carne è saporita ed il suo fegato è ricco di vitamina A.

## Specie affini
Il pesce vela atlantico (Istiophorus albicans (Latreille, 1804)) è molto simile al pesce vela indopacifico ma vive nelle zone tropicali e subtropicali dell'Oceano Atlantico ed alcuni individui, soprattutto giovani, sono stati catturati anche nel mar Mediterraneo. Da alcuni ittiologi è considerato un sinonimo di I. platypterus.